# Ludvig Norman
Fredrik Wilhelm Ludvig Norman (Estocolm, 1831 - 1885) fou un compositor suec.
Primer estudià en la seva ciutat natal i més tard en el Conservatori de Leipzig, sent nomenat el 1857 professor de composició de l'Acadèmia Reial, el 1859 director de la Nova Societat Filharmònica, el 1861 director de l'orquestra de l'Òpera, i de 1879 a 1884 director dels Concerts Simfònics, d'Estocolm. El 1864 s'havia casat amb la violinista Wilma Neruda.
Entre les seves composicions figuren fragments per a piano a dues i quatre mans, una sonata per a violí, un trio i un quartet per a piano amb instruments de corda i altres.